# Scheldeprijs 1981
De 69e editie van de wielerwedstrijd Scheldeprijs werd gereden op 28 juli 1981 over een afstand van 242 kilometer. De zege ging naar de Nederlander Ad Wijnands.

## Uitslag
| Scheldeprijs 1981 |                      |                           |            |
| Plaats            | Naam                 | Ploeg                     | Tijd       |
| Winnaar           | Ad Wijnands          | TI-Raleigh-Creda          | 5u 38' 00" |
| 2                 | Willy Teirlinck      | Boston-Mavic              | + 10"      |
| 3                 | Jos Jacobs           | Capri Sonne-Koga Miyata   | + 25"      |
| 4                 | Adrie van der Poel   | DAF Trucks - Cote d'Or    | z.t.       |
| 5                 | Adri van Houwelingen | Vermeer Thijs             | z.t.       |
| 6                 | Léo Van Thielen      | Eurobouw                  | z.t.       |
| 7                 | Johan van der Velde  | TI-Raleigh-Creda          | z.t.       |
| 8                 | Robert McIntosch     | Fangio-Sapeco-Mavic       | z.t.       |
| 9                 | Gery Verlinden       | Boule d'Or-Sunair-Colnago | z.t.       |
| 10                | Frank Hoste          | TI-Raleigh-Creda          | z.t.       |